# 米霍维尔·什帕尼亚
米霍维尔·什帕尼亚（1984年4月20日—），克罗地亚男子游泳运动员。他曾代表克罗地亚参加2000年、2004年、2008年和2012年夏季残疾人奥林匹克运动会游泳比赛，获得四枚铜牌。